# أل موراي
أل موراي هو لاعب هوكي الجليد كندي، ولد في 10 نوفمبر 1908 في ستراتفورد في كندا، وتوفي في 7 يناير 1982.

## وصلات خارجية
- أل موراي على موقع دوري الهوكي الوطني (الإنجليزية)
- أل موراي على موقع EliteProspects.com (الإنجليزية)
- أل موراي على موقع HockeyDB.com (الإنجليزية)
- أل موراي على موقع Hockey-Reference.com (الإنجليزية)